# Fr. Kaiser
Fr. Kaiser GmbH ist ein deutscher Bonbonhersteller mit Sitz im schwäbischen Waiblingen (bei Stuttgart). Die Marke „mit den 3 Tannen“ gehört zu den ältesten amtlich registrierten Markenzeichen in Deutschland. Das in vierter Generation inhabergeführte mittelständische Unternehmen befindet sich vollständig in Familienbesitz.

## Geschichte
1889 überführte der Konditor Theodor Kayser (1862–1930), der 1902 den Familiennamen in Kaiser änderte, die Bonbonherstellung aus dem Konditoreibetrieb in ein Unternehmen. Am Standort in der Bahnhofstraße 35 wurden Produktionsanlagen errichtet, die auch heute noch als Firmensitz unter dem Namen 3 Tannen-Werk Bestand haben.  Bereits 1849 erfand sein Vater, ebenfalls Konditor, die Hustenkaramellen „Pflastersteine“, die in der Konditorei am Waiblinger Marktplatz verkauft wurden. Ihre Rezeptur optimierte Theodor Kaiser und verfeinerte sie mit Extrakten aus Tannennadeln. Auf einem Waldspaziergang wurde er auf ihre wohltuende Wirkung aufmerksam. Fortan produzierte er nun die „Husten-Heil-Caramellen“, die „als anerkannt unübertroffenes Heilmittel für Husten, Heiserkeit, Brust- und Lungenkatarrh“ beworben wurden. So begann 1889 die fabrikationsmäßige Herstellung von Zuckerwaren mit den Produkten „Kaiser’s Brust-Caramellen“ und „Kaiser’s Pfeffermünzcaramellen für Magenleidende“ sowie weiteren Spezialprodukten wie dem flüssigen „Malzextrakt“, „Kaisers Kindermehl“ und dem Kräftigungsmittel „Diasana“. Das Gründungsprodukt „Brust-Caramellen“ befindet sich auch heute noch im Sortiment.
Zeitgleich gründete er auch in Bregenz (Österreich) eine weitere Firma. Auch in dieser wurden neben anderen Süßwaren Kaiser Brust-Caramellen hergestellt. Bis 1930 entstand ein weitreichendes Geschäftsnetz in Ländern der österreichisch-ungarischen Monarchie sowie in Frankreich, Schweiz, Italien und Belgien. 1895 wurde das Markenzeichen „Kaiser’s Brust-Caramellen mit den 3 Tannen“ in die Warenzeichenrolle beim Reichspatentamt in Berlin eingetragen und zählt heute zu einem der ältesten amtlich registrierten Warenzeichen.
1904 waren die „Brust-Caramellen mit den 3 Tannen“ im gesamten europäischen Ausland bekannt. 1916 schrieb Kaiser aufgrund der Zuckerkrise seine Kunden mit der Bitte an, die Wirksamkeit der Kaiser Bonbons, insbesondere der Brust-Caramellen, schriftlich zu bescheinigen. So konnte dokumentiert werden, dass mehr Zucker als im Kontingent vorgesehen benötigt wurde. Es gelangten 15.000 Zeugnisse ein, die alle notariell beglaubigt wurden.
1928 erweiterte Kaiser sein Sortiment um die „Dr. Kepplers Biomenthol“, bis heute als „Bimenthol Original“ erhältlich. 1930 verstarb Theodor Kaiser. Im September desselben Jahres wurde ihm die Ehrenbürgerwürde der Stadt Waiblingen verliehen. Sein Sohn Friedrich (1900–1988) trat die Nachfolge seines Vaters an.
In den 1950er Jahren brachte Kaiser  neue Sorten auf den Markt, darunter  Kräuter- und Fruchtbonbons, Weich-Karamellen mit Sahne sowie verschiedene Toffees. Ende der 1950er Jahre produzierte das Unternehmen die ersten gefüllten Bonbons, die auch heute noch mit acht Sorten einen großen Stellenwert einnehmen. Für die moderne Süßwarenfertigung wurde hierzu Ende der 50er Jahre ein Neubau auf dem Betriebsgelände errichtet.
1980 übernahm Friedrich Kaisers amerikanischer Schwiegersohn John G. Updike (1929–2010) das Unternehmen. 1983 wurde erstmals die heute erfolgreichste Rezeptur in den Waldhonig-Salbei Hustenbonbons und Südtiroler Waldhonig Bonbons eingesetzt. Ende der 1980er verlangte der Markt zunehmend auch zuckerfreie Süßwaren, sodass die ersten Bonbons ohne Zucker entwickelt wurden.
Seit 2002 wird das Unternehmen von Thomas Updike (* 1962), dem Urenkel des Firmengründers, geleitet. 2012 verwendete Kaiser als einer der ersten Hersteller die Süße der Steviapflanze in Form von Steviolglycosiden für die zuckerfreie Variante der Brust Caramellen.

## Sortiment
Kaiser bietet  20 verschiedene Bonbonsorten der Kategorien Kräuter- und Hustenbonbons ebenso wie Frucht- und Erfrischungsbonbons an. Darunter befinden sich klassische zuckerhaltige Hartkaramellen, gefüllte Bonbons sowie zuckerfreie und biologische Bonbons.

## Engagement
Seit 2013 engagierte sich das Unternehmen im Handball u. a. als Sponsor der deutschen Handballmannschaft Füchse Berlin sowie der österreichischen Vereine Bregenz Handball und SG INSIGNIS Handball WESTWIEN. Zudem pflanzt Kaiser im Rahmen der Kampagne „Mein Wohltuwald“ gemeinsam mit der Arbeitsgemeinschaft Deutscher Waldbesitzerverbände und den Land&Forst Betrieben Österreich Tannen in heimischen Wäldern.

## Marken
Neben den unternehmensrelevanten Marken Kaiser, Bonbonmeister, 3 Tannen und Wohltubonbon vertreibt das Unternehmen u. a. die Marken Brust Caramellen und Bimenthol/Biomenthol.